# Водяний олень китайський

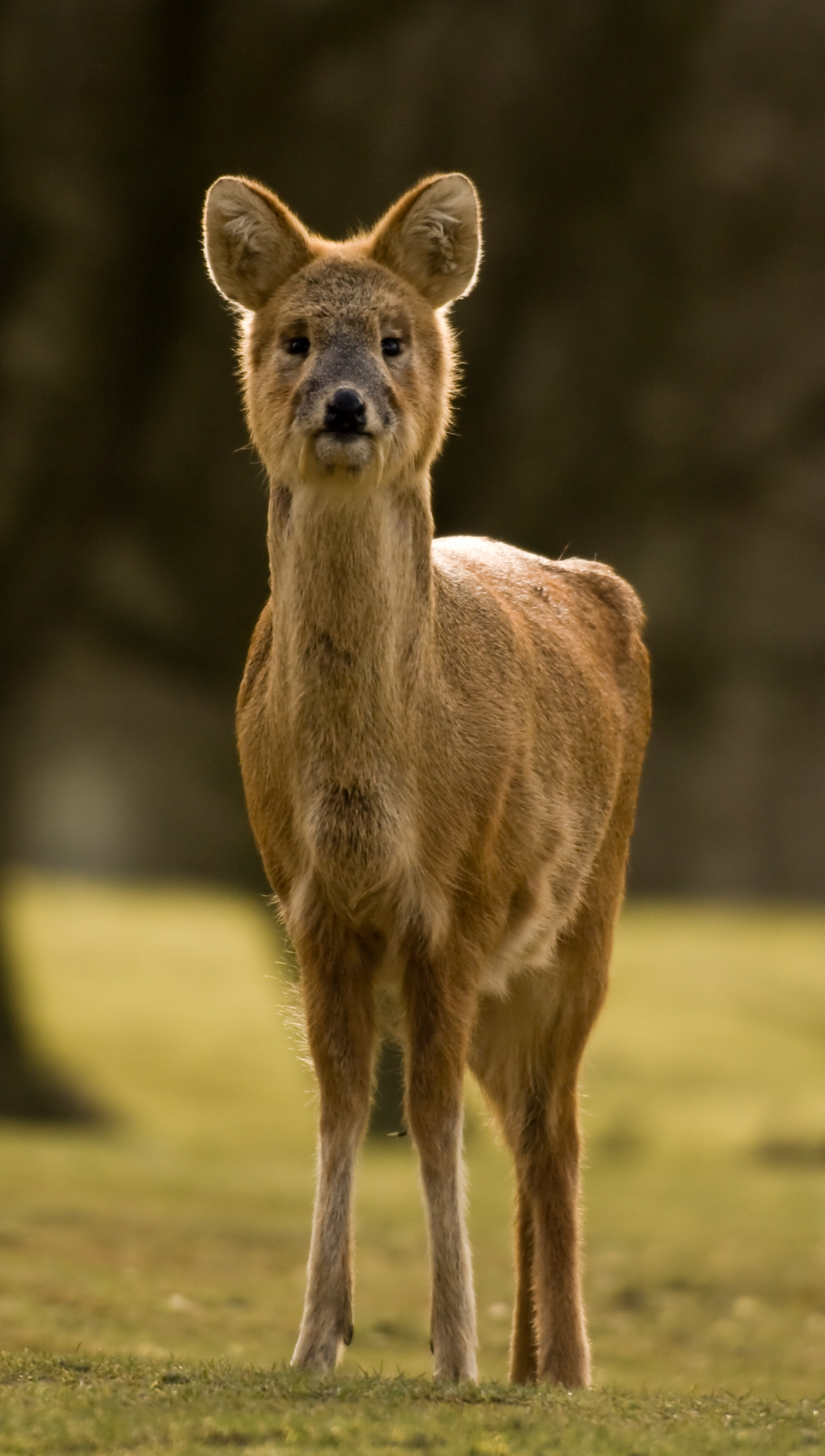

Водяни́й о́лень кита́йський (Hydropotes inermis) — єдиний вид із роду водяних оленів (Hydropotes), парнокопитний ссавець родини оленевих (Cervidae).

## Поширення
Країни поширення: Китай, Корея, КНДР; введений: Франція, Сполучене Королівство.

## Стиль життя
Полюбляють чагарники та невеликі дерева у прибережних рівнинах, солончаках і прибережних районах, негативно ставляться до людської присутності. Солітарний вид, окрім шлюбного сезону. Якщо їх потурбувати, тікають за допомогою серії великих стрибків, таких як у Lepus та Sylvilagus. Може плавати на кілька кілометрів і часто рухається між острівцями відповідно до наявності укриття та продуктів харчування. Раціон включає очерети, грубі трави та овочі. 

## Морфологія

### Морфометрія
Висота в холці: 450–550 мм, довжина голови й тіла: 775–1000 мм, довжина хвоста: 60–75 мм, вага: 11–14 кг.

### Опис
Волосся загалом густе і грубе і є найдовшим на боках і крупі. Верхня частина обличчя від сірувато до червонувато-коричневого кольору, підборіддя й верх горла білуваті, а спина й боки зазвичай однорідні жовтувато-коричневі, тонко посмуговані чорним. Низ тіла білий. Представники обох статей не мають рогів, але верхні ікла, особливо у самців, збільшені, утворюючи досить довгі, злегка зігнуті бивні. Невеликі пахові залози є в обох статей, це єдиний відомий випадок таких залоз у Cervidae. Є також передочні залози, які є в більшості Cervidae, але не в Moschidae. Самиці мають чотири молочні залози.

## Життєвий цикл
З травня по липень самиці народжують до шести телят, хоча найпоширеніший показник становить всього від одного до трьох). Період вагітності становить від 170 до 210 днів. Молодь має білі плями і смужки. Новонароджені важать близько 1 кг. Самці досягають статевої зрілості в 5–6 місяців, а самиці в 7–8 місяців. Зафіксований випадок, коли особина Hydropotes inermis жила в неволі 13 років і 11 місяців.

## Підвиди
Є два підвиди:
- H. i. argyropus (Heude, 1884)
- H. i. inermis (Swinhoe, 1870)